# ثاندر بی (فیلم)
«ثاندر بِی» (انگلیسی: Thunder Bay) یک فیلم به کارگردانی آنتونی مان است که در سال ۱۹۵۳ منتشر شد. از بازیگران آن می‌توان به جیمز استوارت، جوآن درو، گیلبرت رولان، آنتونیو مورنو، و هری مورگان اشاره کرد.